# Lakitu
Lakitu és un personatge de la saga de videojocs Mario. La seua principal característica és que llença ous amb punxó a Mario. Lakitu també té variats papers en la saga Mario. És el salvavides en Mario Kart i ho fa amb la inseparable canya de pescar. Els ous amb punxó de Lakitu solen aparèixer al desert. Aquesta arma només desapareix amb el poder de la flor (boles de foc) i amb l'estrela.